# 凶兆 (2012年電影)
是2012年英美合製的超自然恐怖電影，由史考特·德瑞森執導、与C. 羅伯特·卡吉爾共同撰写剧本，监制为傑森·布倫和布赖恩·卡瓦诺·琼斯。伊森·霍克、茱麗葉·瑞蘭斯、佛瑞德·湯普森、詹姆士·蘭森、尼古拉斯·金、卡麥隆·奧卡斯奧 等主演。电影定于2012年10月12日于美国上映。其續集為2015年電影《凶兆2：雙瘋》。

## 演員
- 伊森·霍克 飾 艾利森·沃斯華（Ellison Oswalt），知名作家。
- 茱麗葉·勞倫斯（英语：Juliet Rylance） 飾 崔西·沃斯華（Tracy Oswalt），艾利森妻子。
- 佛瑞德·湯普森 飾 警長（Sheriff），沃斯華一家新居的管區警長。
- 詹姆士·蘭森 飾 某某副局長（Deputy So & So），暗地提供艾利森凶殺案的線索。
- 克萊兒·福利（英语：Clare Foley） 飾 愛希莉·沃斯華（Ashley Oswalt），沃斯華家小女兒，擅長畫畫。
- 麥可·霍爾·達德達里奧（英语：Michael Hall D'Addario） 飾 崔佛·沃斯華（Trevor Oswalt），沃斯華家大兒子，患有夜驚。
- 文森·唐諾佛利歐 飾 強納斯教授（Professor Jonas）
- 尼克·金 飾 巴古爾／惡魔先生（Bughuul／Mr. Boogie）

## 外部連結
- 互联网电影数据库（IMDb）上《凶兆》的资料（英文）
- Box Office Mojo上《凶兆》的資料（英文）
- 爛番茄上《凶兆》的資料（英文）
- Metacritic上《凶兆》的資料（英文）
- Yahoo奇摩電影上《凶兆》的資料（繁體中文）
- 时光网上《凶兆》的資料（简体中文）